# Theodor Fritsch

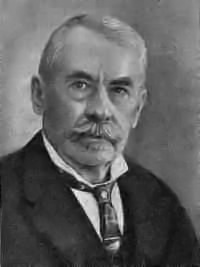
Theodor Fritsch (ca. 1920)

Emil Theodor Fritsch (* 28. Oktober 1852 in Wiesenena, Kreis Delitzsch; † 8. September 1933 in Gautzsch, Amtshauptmannschaft Leipzig) war ein deutscher völkisch-antisemitischer Publizist, Verleger und Politiker (DSP, DVFP). 
Er schrieb und verlegte zahlreiche antisemitische Schriften, darunter der Antisemiten-Katechismus bzw. das Handbuch der Judenfrage, und war Herausgeber der Zeitschrift Der Hammer. Daneben hatte er eine treibende Rolle bei der Gartenstadt-Bewegung der Jahrhundertwende um 1900. Fritsch war Gründer des Reichshammerbundes und des Germanenordens, später Mitbegründer des Deutschvölkischen Schutz- und Trutzbundes. Von Mai bis Dezember 1924 war er Mitglied des Reichstages für die NSFP. Er gilt als ein geistiger Wegbereiter des Nationalsozialismus und wurde von dessen Vertretern als „Altmeister der Bewegung“ angesehen. Fritsch schrieb auch unter den Pseudonymen Thomas Frey, Fritz Thor und Ferdinand Roderich-Stoltheim.

## Leben

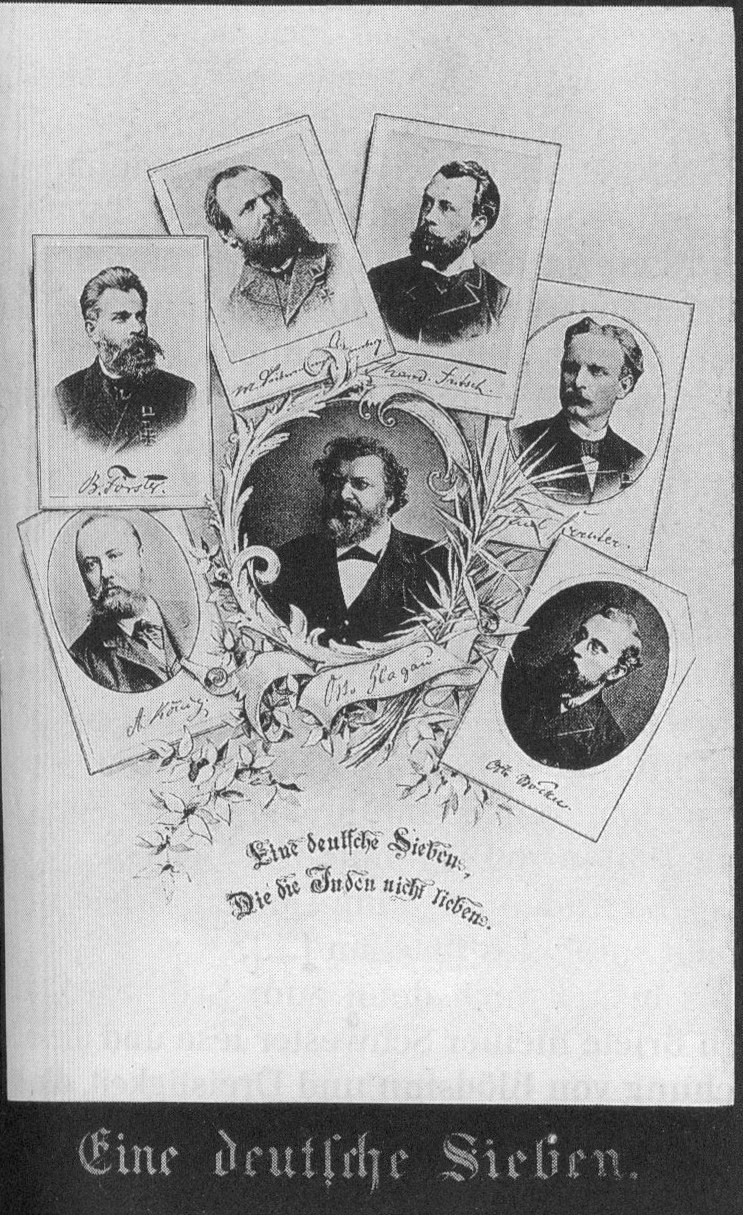
Fritsch (oben rechts) in einer Zusammenstellung prominenter Antisemiten, um 1880

Theodor Fritsch wurde als Emil Theodor Fritsche im Dorf Wiesenena (heute Ortsteil von Wiedemar) in der preußischen Provinz Sachsen geboren. Wann er seinen Namen in „Fritsch“ geändert hat, ist nicht eindeutig geklärt. Seine Eltern waren der Bauer Johann Friedrich Fritsche und Auguste Wilhelmine, geborene Ohme. Er war das sechste von sieben Kindern. Vier seiner Geschwister starben im Kindesalter. Nach dem Besuch der Realschule in Delitzsch lernte er Gießer und Maschinenbauer. Danach nahm er ein technisches Studium an der Berliner Gewerbeakademie auf, das er 1875 als Techniker abschloss. Im gleichen Jahr trat er in eine Berliner Maschinenfabrik ein und machte sich 1879 durch Gründung eines mühlentechnischen Büros, das mit einer Verlagsanstalt verbunden war, selbstständig. 
Als Fachzeitschrift und Interessenvertretung für Kleinmüller gab Fritsch ab 1880 das Kleine Mühlen-Journal heraus, dessen Redakteur er zugleich war und das er später in Der Deutsche Müller umbenannte. Der Vertrieb dieses Blattes bildete in der Folgezeit seine finanzielle Grundlage. Mit der Schrift Leuchtkugeln. Altdeutsch-Antisemitische Kernsprüche, die er 1881 unter dem Pseudonym Thomas Frey veröffentlichte, begann Fritsch eine lange Reihe judenfeindlicher Pamphlete. Im September 1882 nahm er neben Adolf Stöcker, Max Liebermann von Sonnenberg, Ernst Henrici, dem Textilfabrikanten Alexander Pinkert, dem Chemnitzer Verleger Ernst Schmeitzner und 200 weiteren Teilnehmern am „Ersten Internationalen Antijüdischen Kongreß“ in Dresden teil. Zwei Jahre später gründete er den Leipziger Reform-Verein.
Mit der Antisemitischen Correspondenz schuf Fritsch 1885 eine Art Diskussionsforum für Antisemiten verschiedener politischer Richtungen. 1894 gab Fritsch die Redaktion der Zeitschrift an Max Liebermann von Sonnenberg ab, der sie unter dem Namen Deutsch-soziale Blätter zum Organ seiner Deutschsozialen Partei machte. 1898 gründete Fritsch den „Deutschen Müllerbund“ und die „Mittelstandsvereinigung im Königreiche Sachsen“. Er widmete sich der Artikulation und Organisation der Interessen von Handwerk und Mittelstand, aber auch der Verbreitung antisemitischer Propagandaschriften. 
Die Stadt der Zukunft (1896) wurde zum Vorbild von Heimland und einigen weiteren Siedlungsbauten der Gartenstadtbewegung, die von der Vegetarierkolonie Eden bei Oranienburg inspiriert wurden.
Fritsch heiratete 1893 Paula Zilling aus Solingen, mit der er vier Kinder hatte. Sein gleichnamiger Sohn (1895–1946) war ebenfalls Buchhändler und übernahm nach dem Tod des Vaters dessen Verlag. Er war Ortsgruppenleiter der Leipziger NSDAP, ab 1928 SA-Mitglied und wirkte in der Zeit des Nationalsozialismus im Aktionsausschuss des Börsenvereins Deutscher Buchhändler sowie im Präsidialrat der Reichsschrifttumskammer.

### Antisemiten-KatechismusundHandbuch der Judenfrage

Buchdeckel: Antisemiten-Katechismus

Fritschs Antisemiten-Catechismus erschien erstmals 1887 im Verlag von Hermann Beyer – zunächst unter dem Pseudonym Thomas Frey, erst ab der 10. Auflage verwendete Fritsch seinen wirklichen Namen. Das Buch besteht aus mehreren Teilen, die einen hohen Gebrauchswert für Antisemiten haben sollten. So finden sich etwa eine antisemitische Zitate-, Literatur- und Argumentsammlung, antisemitische Forderungen und Statistiken (z. B. Anteile von Juden an bestimmten Bevölkerungsgruppen), Angaben über die Größe der jüdischen Gemeinden einzelner Städte, umstrittene Auszüge aus dem Talmud. Enthalten sind auch das Parteiprogramm der antisemitischen Deutschsozialen Partei und Listen antisemitischer Buchhandlungen, Verlage und Zeitschriften sowie „judenfreier“ Geschäfte („Verzeichnis empfehlenswerter deutscher Firmen“) z. B. für den Bezug von Apfelwein oder Olivenöl. Unter den empfohlenen Tageszeitungen finden sich nicht nur Parteiblätter der Antisemiten, sondern auch zahlreiche – besonders katholische – Regionalzeitungen des deutschsprachigen Raumes, die aufgrund ihres Antisemitismus ausgewählt wurden. Die antisemitische Polemik geht dabei nahtlos in die offene und ausdrückliche Bekämpfung des Christentums und besonders des Katholizismus („in seiner Substanz jüdisch“) über. 

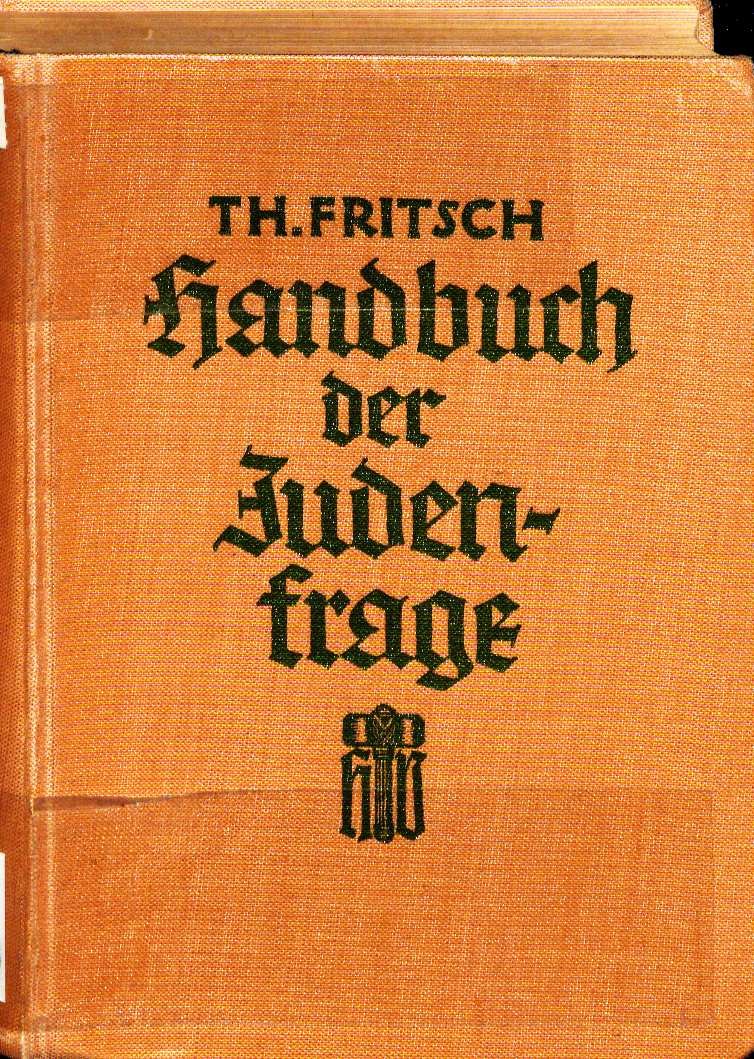
Handbuch der Judenfrage, 1939

Die Staatsanwaltschaft Leipzig ließ den Antisemiten-Katechismus 1888 wegen Verlästerung jüdischer Religionsbegriffe beschlagnahmen. Im anschließenden Prozess wurde Fritsch zu einer Woche Haft verurteilt. Einige besonders radikale Textstellen musste er streichen, im Folgejahr erschien die gekürzte Fassung unter dem Titel Thatsachen zur Judenfrage (Das ABC der Antisemiten). Eine aktualisierte und erweiterte Fassung gab Fritsch unter dem Titel Handbuch der Judenfrage ab 1907 heraus.
Das Buch erlebte bis 1945 insgesamt 49 Auflagen, in denen auch neuere Ereignisse in Fritschs antisemitisches Deutungsmuster integriert wurden. So behauptete er nach dem Ersten Weltkrieg, Preußen-Deutschland habe seinen Wohlstand durch ehrliche Arbeit erwirtschaftet. Dadurch sei es ein Hindernis für die Weltherrschaftspläne des internationalen Judentums gewesen, das es daher durch die Niederlage im Krieg und die Novemberrevolution unterworfen habe. Diese Verschwörungstheorie wurde 1924 von Adolf Hitler in seiner Programmschrift Mein Kampf übernommen. Die Schriftleitung übergab Theodor Fritsch später an Ludwig Franz Gengler. Fritschs Handbuch der Judenfrage bildet eine Fundgrube für Nationalsozialisten, Neonazis und Revisionisten.

### Hammer-Verlag

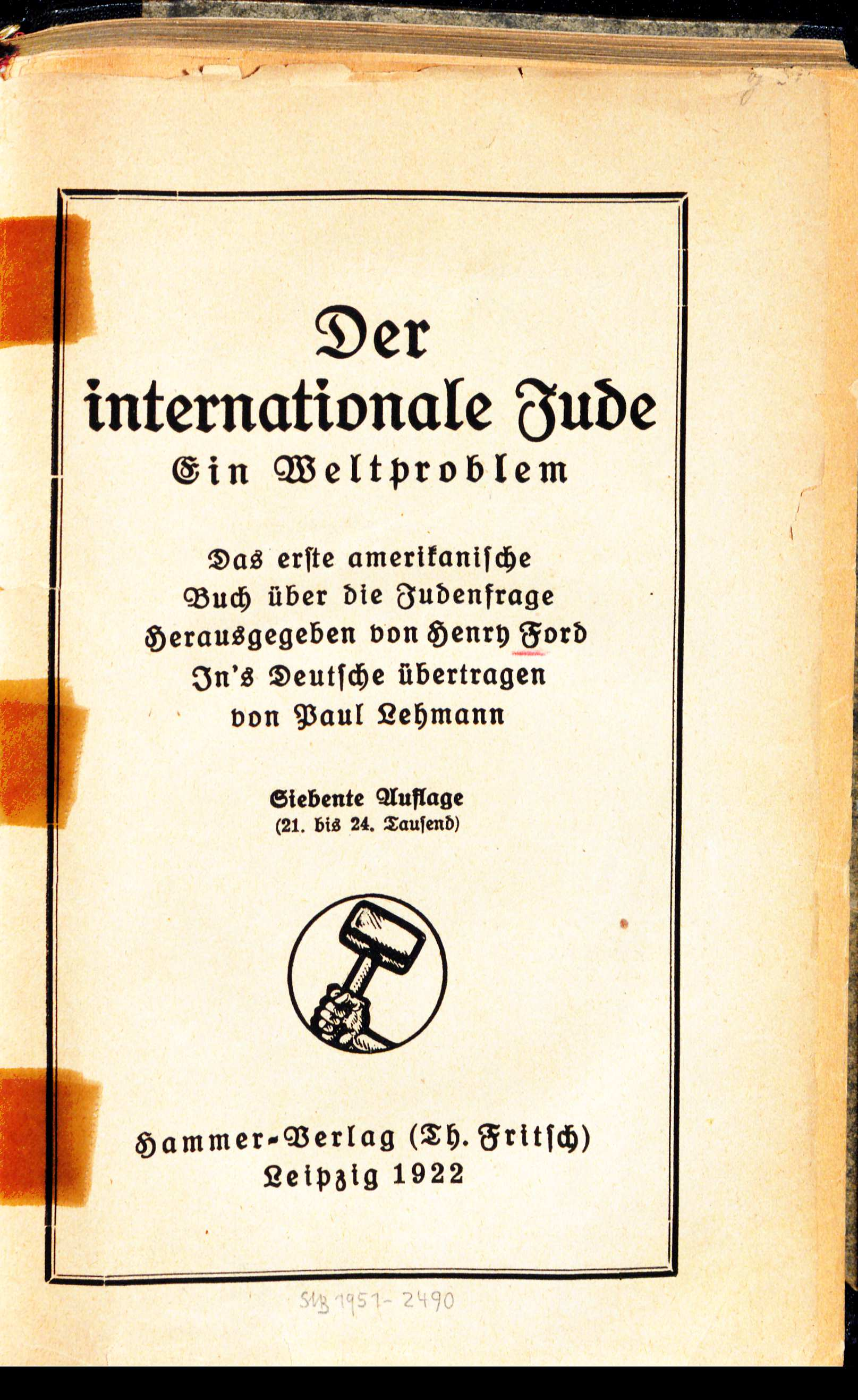
Henry Fords Der internationale Jude: Ein Weltproblem. Hammer-Verlag, 1922

Fritsch gründete 1902 den Hammer-Verlag mit Sitz in der damaligen Königstraße (heute Goldschmidtstraße) im Graphischen Viertel von Leipzig. Dort erschienen neben der Zeitschrift Der Hammer – Blätter für deutschen Sinn (1902–1940) zahlreiche antisemitische Propagandaschriften, darunter auch deutsche Übersetzungen der Protokolle der Weisen von Zion und der von Henry Ford unter dem Titel Der internationale Jude herausgegebenen Zeitschriftenaufsätze des Dearborn Independent.
In seinen zahlreichen eigenen Publikationen untersuchte Fritsch die angebliche „Verjudung“ der christlichen Religion, des Adels, des Landbesitzes, der Presse, der Richterschaft und diverser anderer Berufsgruppen. Seine radikalen Ansichten zur „Judenfrage“ brachten ihm Geld- und Gefängnisstrafen ein. Öffentliches Aufsehen erregten vor allem die Gotteslästerungsprozesse zwischen 1910 und 1913. Im Hammer und in seinen Büchern Mein Beweis-Material gegen Jahwe (1911) und Der falsche Gott (1916) hatte Fritsch die sittliche Minderwertigkeit der jüdischen Religion zu erweisen versucht. Der Centralverein deutscher Staatsbürger jüdischen Glaubens (CV) zeigte ihn daraufhin wegen Beleidigung einer Religionsgemeinschaft und Störung der öffentlichen Ordnung an. In den ersten beiden Prozessen wurde Fritsch zu Gefängnisstrafen verurteilt, im dritten Prozess aufgrund eines umstrittenen theologischen Gutachtens Rudolf Kittels freigesprochen.
Fritsch widmete sich auch anderen Themenkomplexen wie z. B. der auch von der völkischen Bewegung popularisierten Gartenstadtidee, zu der er bereits durch sein 1896 erschienenes Buch Die Stadt der Zukunft beitrug, und der Mittelstandsfrage.

### Politische Aktivitäten
Auch im parteipolitischen Bereich ist Theodor Fritschs Einfluss festzustellen. Er war 1886 Mitbegründer – neben Max Liebermann von Sonnenberg und Otto Böckel – der Deutschen Antisemitischen Vereinigung, aus der drei Jahre später die Deutschsoziale Partei hervorging. Fritsch gehörte dem Parteivorstand an und trat bei der Reichstagswahl 1890 im Wahlkreis Leipzig an, erhielt aber nur 8 Prozent der Stimmen. Im Vorfeld der Reichstagswahl 1893 war er in der Partei zunehmend isoliert und durfte nicht mehr für diese kandidieren. Daraufhin legte er alle parteipolitischen Ämter nieder und wurde aus der Partei ausgeschlossen.
Ohnehin verfolgte Fritsch statt der Bildung separater Antisemitenparteien eher das Ziel, den Antisemitismus in allen Reichstagsfraktionen als „gemeinsamen Nenner“ zu verankern. Schließlich sei „der Jude […] nicht nur ein Feind der konservativ Gesinnten, er schädigt Jeden im Staate, auch den Liberalen und auch den Sozialdemokratischen Arbeiter“. Er versuchte seine Weltanschauung folglich durch Vereine und Verbände zu verbreiten, z. B. durch die Sächsische Mittelstandsvereinigung, an deren Gründung (1905) und Leitung er maßgeblich beteiligt war. Auch an der Gründung des Reichsdeutschen Mittelstandsverbandes wirkte er 1911 als Ideengeber und Mitglied des Geschäftsführenden Ausschusses maßgeblich mit. Dieser schloss sich 1913 mit ähnlich gesinnten Verbänden zum Kartell der schaffenden Stände zusammen. Fritsch gründete 1912 den Reichshammerbund, der die Leser seiner Zeitschrift in Diskussionszirkeln zusammenfasste, gleichzeitig den Germanenorden als geheime Zwillingsorganisation. Mitglieder des Germanenordens gründeten 1918 die Thule-Gesellschaft für wiederum öffentliche politische Treffen.
Im Frühjahr 1919 – nach Ende des Ersten Weltkriegs und Gründung der Weimarer Republik – gehörte Fritsch zu den Unterzeichnern des Aufrufes zur Gründung des Deutschen Schutz- und Trutzbundes. Dieser ging wenige Monate später ebenso wie der Reichshammerbund im Deutschvölkischen Schutz- und Trutzbund auf, in dessen Beirat Fritsch später saß. Später wurde er Mitglied in der Deutschvölkischen Freiheitspartei (DVFP). Bei der Reichstagswahl Mai 1924 wurde Fritsch für die Nationalsozialistische Freiheitspartei, einer gemeinsamen Liste der DVFP und der verbotenen NSDAP, in den Reichstag gewählt und gehörte ihm bis zur nächsten Wahl im Dezember 1924 an. Ab 1925 gehörte er der Reichsleitung der DVFP-Nachfolgeorganisation Deutschvölkische Freiheitsbewegung (DVFB) an. Fritsch verließ die DVFB im Februar 1927 im Zuge von Auseinandersetzungen um ein stärker an den Interessen der Arbeitnehmer ausgerichtetes Programm.
Angesichts der zunehmenden Bedeutung und Attraktivität der NSDAP innerhalb der völkischen Rechten äußerte sich Fritsch 1929 positiv gegenüber dieser Partei und bezeichnete Hitler als „Retter“ Deutschlands. Dieser schrieb im Gegenzug nach dem Erfolg bei der Reichstagswahl 1930 an Fritsch, dessen Handbuch der Judenfrage er als „maßgeblich für die antisemitische Bewegung“ hervorhob. Auch weitere führende Nationalsozialisten wie Heinrich Himmler, Joseph Goebbels, Julius Streicher und Dietrich Eckart beriefen sich auf das Handbuch und zitierten es oft. Fritsch gehört damit zu den geistigen Wegbereitern des Nationalsozialismus. Anlässlich der Reichstagswahl im November 1932 unterzeichnete Fritsch einen Aufruf zugunsten Hitlers.

### Tod und Ehrung
Fritsch starb am 8. September 1933 im Alter von 80 Jahren nach einem Schlaganfall. Seine Beerdigung auf dem Friedhof in Oetzsch (Markkleeberg-Mitte) wurde zu einer Großversammlung der neuen Machthaber, die Fritsch als „Altmeister“ der völkischen Bewegung verehrten. Ihr wohnten Führer der sächsischen SA, der Gauleiter und Reichsstatthalter Martin Mutschmann, Reichsinnenminister Wilhelm Frick, der evangelische Landesbischof Friedrich Coch, der sächsische Landtagspräsident Walter Dönicke und der Leipziger Oberbürgermeister Carl Goerdeler bei.
Nach Fritschs Tod wurde die damalige Lindenallee in Berlin-Zehlendorf (heute: Lindenthaler Allee) in Theodor-Fritsch-Allee umbenannt. In Ludwigshafen, Nürnberg, Darmstadt, Leipzig, Tübingen und Koblenz erhielten ebenfalls Straßen seinen Namen. In Zehlendorf setzten die Nationalsozialisten Fritsch auf Initiative des Bezirksbürgermeisters Walter Helfenstein 1935 auch ein Denkmal. Die Bronze-Plastik zeigte – angelehnt an den Siegfried-Mythos – einen nackten, muskulösen Mann, der mit einem Hammer (eine Bezugnahme auf Fritschs Verlag) ein drachenähnliches Wesen erschlägt. Dieses sollten offenbar „den Juden“ symbolisieren. Die Bronze wurde um 1942 aus Kriegsgründen eingeschmolzen.

## Nietzsche
Im Frühjahr 1887 sandte Fritsch einige Nummern seiner Antisemitischen Correspondenz dem Philosophen Friedrich Nietzsche zu. Dieser schickte sie zurück und verspottete in einem Begleitbrief
„dieses abscheuliche Mitredenwollen noioser Dilettanten über den Werth von Menschen und Rassen, diese Unterwerfung unter ‚Autoritäten‘, welche von jedem besonneneren Geiste mit kalter Verachtung abgelehnt werden (z. B. E. Dühring, R. Wagner, Ebrard, Wahrmund, P. de Lagarde – wer von ihnen ist in Fragen der Moral und Historie der unberechtigtste, ungerechteste?), diese beständigen absurden Fälschungen und Zurechtmachungen der vagen Begriffe ‚germanisch‘, ‚semitisch‘, ‚arisch‘, ‚christlich‘, ‚deutsch‘ […]“
Privat notierte sich Nietzsche:
„Neulich hat ein Herr Theodor Fritsch aus Leipzig an mich geschrieben. Es giebt gar keine unverschämtere und stupidere Bande in Deutschland als diese Antisemiten. Ich habe ihm brieflich zum Danke einen ordentlichen Fußtritt versetzt. Dies Gesindel wagt es, den Namen Z[arathustra] in den Mund zu nehmen! Ekel! Ekel! Ekel!“

## Publikationen
- Antisemiten-Katechismus. Herrmann Beyer, 1887.
  - Handbuch der Judenfrage. Die wichtigsten Tatsachen zur Beurteilung des jüdischen Volkes. 45. Auflage. 249. bis 255. Tausend. Hammer, Leipzig 1939.
- Die Zionistischen Protokolle. Das Programm der internationalen Geheim-Regierung. Aus dem Englischen übersetzt nach dem im Britischen Museum befindlichen Original, mit einem Vor- und Nachwort von Theodor Fritsch, Hammer-Verlag, Leipzig 13, Erscheinungsjahr 1924, DNB-Link
- Leuchtkugeln, Alldeutsch-antisemitische Kernsprüche. ebd.
- Mißstände in Handel und Gewerbe. ebd.
- Der Sieg der Sozialdemokratie als Frucht des Kartells. ebd.
- Verteidigungsschrift gegen die Anklage wegen groben Unfugs, verübt durch Verbreitung antisemitischer Flugblätter. ebd.
- Wem kommt das Kartell zu gute. ebd.
- Zur Abwehr und Aufklärung. ebd., 1891.
- (Pseudonym Thomas Frey): Thatsachen zur Judenfrage, das ABC der Antisemiten. (mehrere Auflagen). ebd.
- (Pseudonym Thomas Frey): Zur Bekämpfung 2000jähriger Irrtümer. ebd.
- Das Abc der sozialen Frage. Fritsch, Leipzig 1892 (= Kleine Aufklärungs-Schriften, Band 1).
- Die Juden in Russland, Polen, Ungarn usw. Fritsch, Leipzig 1892 (= Kleine Aufklärungs-Schriften, Band 7).
- Statistik des Judenthums. Fritsch, Leipzig 1892 (= Kleine Aufklärungs-Schriften, Band 10/11).
- Halb-Antisemiten. Ein Wort zur Klärung. Beyer, Leipzig 1893.
- Zwei Grundübel: Boden-Wucher und Börse. Eine gemeinverständliche Darstellung des brennendsten Zeitfragen. Beyer, Leipzig 1894.
- Die Stadt der Zukunft. Fritsch, Leipzig 1896.
- Mein Beweis-Material gegen Jahwe. Hammer, Leipzig 1911.
- (Pseudonym F. Roderich-Stoltheim): Die Juden im Handel und das Geheimnis ihres Erfolges. Zugleich ein Antwort und Ergänzung zu Sombarts Buch: „Die Juden und das Wirtschaftsleben“. Hobbing, Steglitz 1913 (ab 1919 betitelt: Das Rätsel des jüdischen Erfolges.)
- (Pseudonym: Ferdinand Roderich-Stoltheim): Anti-Rathenau. Hammer, Leipzig 1918 (= Hammer-Schriften, Band 15).
- (Pseudonym F. Roderich-Stoltheim): Einstein’s Truglehre. Allgemein-verständlich dargestellt und widerlegt. Hammer, Leipzig 1921 (= Hammer-Schriften, Band 29).
- Die wahre Natur des Judentums. Hammer, Leipzig 1926.
- (Pseudonym F. Roderich-Stoltheim): Der Kulturbund des Rassefriedens. in Sammelwerk Die Weltfront. Eine Sammlung von Aufsätzen antisemitischer Führer aller Völker. Hrsg. Hans Krebs, hier tituliert „Mitglied der Prager Nationalversammlung“ und Otto Prager. Aussig 1926 online, Erweit. Auflage mit anderem Untertitel: „Folge 1.“ Nibelungen, Berlin und Leipzig 1935 (mehr dieser „Folge“ nicht ersch.) S. 5–8.
- (als Th. Fritsch): Wie ist die Judenfrage zu lösen? In ebd. 1926, S. 33–43.
- Die zionistischen Protokolle. Hrsg. v. Th. Fritsch (= Die Protokolle der Weisen von Zion), in 13. Aufl. 1933 inkriminiert am Berner Zionistenprozess.